# Kálmán István
Kálmán István (Budapest, 1968. november 24.) operatőr, vágó, producer. Operatőr és rendezői alapismeretek oktatója.

## Munkahely
- Objektív Stúdió Kft. / www.objektivstudio.hu
- www.3dfilm-production.com

## Játékfilm

### Operatőrként
- Üvegcsont (2009)

## Ismeretterjesztő film, dokumentumfilm, természetfilm

### Operatőrként
- Galapagos 3D
- America 4k
- Yellowstone 4k
- Red Sea 3D
- Angkor 3D
- Bali 3D
- Bangkok 3D
- Magical Adventures 3D
- Venice 4k (https://www.youtube.com/watch?v=97hXJUPYTJA)
- Tuscany 4k (https://www.youtube.com/watch?v=mzxG9mVdlZY)
- Sicily 4k (https://www.youtube.com/watch?v=nsaCsCKK8dg)
- Paris 4k (https://www.youtube.com/watch?v=2gk7AVLZKZQ)
- Rome & Napolitan 4k (https://www.youtube.com/watch?v=79RJec2kZY0)
- Northern Italian Cities 4k (https://www.youtube.com/watch?v=vhLGKtQzmHE)
- Italy 4k (https://www.youtube.com/watch?v=DJzy4yqy-Fs)
- Budapest 4k (https://www.youtube.com/watch?v=OZ3NMsGuzV4)
- Europe 4k (https://www.youtube.com/watch?v=OZ3NMsGuzV4)
- Iványi Gábor, Lelkek pásztora portréfilm (https://www.youtube.com/watch?v=pMX4ufLQ0vU)

Rendezőként
- Red Sea 3D
- Angkor 3D
- Bali 3D
- Bangkok 3D
- Magical Adventures 3D
- Venice 4k (https://www.youtube.com/watch?v=97hXJUPYTJA)
- Venice 3D
- Tuscany 4k (https://www.youtube.com/watch?v=mzxG9mVdlZY)
- Tuscany 3D
- Sicily 4k (https://www.youtube.com/watch?v=nsaCsCKK8dg)
- Sicily 3D
- Paris 4k (https://www.youtube.com/watch?v=2gk7AVLZKZQ)
- Paris 3D
- Rome & Napolitan 4k (https://www.youtube.com/watch?v=79RJec2kZY0)
- Rome & Napolitan 3D
- Northern Italian Cities 4k (https://www.youtube.com/watch?v=vhLGKtQzmHE)
- Northern Italian Cities 3D
- Italy 4k (https://www.youtube.com/watch?v=DJzy4yqy-Fs)
- Italy 3D
- Budapest 4k (https://www.youtube.com/watch?v=OZ3NMsGuzV4)
- Europe 4k (https://www.youtube.com/watch?v=KK_rqk1Qsws)

### Vágóként
- Red Sea 3D
- Angkor 3D
- Venice 4k (https://www.youtube.com/watch?v=97hXJUPYTJA)
- Tuscany 4k (https://www.youtube.com/watch?v=mzxG9mVdlZY)
- Paris 4k (https://www.youtube.com/watch?v=2gk7AVLZKZQ)
- Rome & Napolitan 4k (https://www.youtube.com/watch?v=79RJec2kZY0)
- Northern Italian Cities 4k (https://www.youtube.com/watch?v=vhLGKtQzmHE)
- Italy 4k arts, nature, history (https://www.youtube.com/watch?v=DJzy4yqy-Fs)
- Napolitan & Rome 3D
- Sicily 4k (https://www.youtube.com/watch?v=nsaCsCKK8dg)
- Paris 3D
- Budapest 4k (https://www.youtube.com/watch?v=OZ3NMsGuzV4)
- Gemenc, árterek világa (rendező: Olma Frigyes)[1]https://www.youtube.com/watch?v=3NE6yZwX9Vk
- Iványi Gábor, Lelkek pásztora portréfilm (https://www.youtube.com/watch?v=pMX4ufLQ0vU)
- Europe 4k (https://www.youtube.com/watch?v=KK_rqk1Qsws)

### Társ-producerként
- Red Sea 3D
- Angkor 3D
- Bali 3D
- Bangkok 3D
- Magical Adventures 3D
- Venice 4k (https://www.youtube.com/watch?v=97hXJUPYTJA)
- Venice 3D
- Tuscany 4k (https://www.youtube.com/watch?v=mzxG9mVdlZY)
- Tuscany 3D
- Sicily 4k (https://www.youtube.com/watch?v=nsaCsCKK8dg)
- Sicily 3D
- Paris 4k (https://www.youtube.com/watch?v=2gk7AVLZKZQ)
- Paris 3D
- Rome & Napolitan 4k (https://www.youtube.com/watch?v=79RJec2kZY0)
- Rome & Napolitan 3D
- Northern Italian Cities 4k (https://www.youtube.com/watch?v=vhLGKtQzmHE)
- Northern Italian Cities 3D
- Italy 4k (https://www.youtube.com/watch?v=DJzy4yqy-Fs)
- Italy 3D
- Budapest 4k (https://www.youtube.com/watch?v=OZ3NMsGuzV4)
- Europe 4k (https://www.youtube.com/watch?v=KK_rqk1Qsws)
- Iványi Gábor, Lelkek pásztora portréfilm (https://www.youtube.com/watch?v=pMX4ufLQ0vU)